# ノルトゼーヴェルケ
ノルトゼーヴェルケ（ドイツ語：Nordseewerke、日本語訳：北海製作所）は、ドイツの機械製作会社。元々は造船事業を行っていたが、現在は風力原動機の製造を行う。
ニーダーザクセン州・エムデンに所在し、同地における工場施設としてはフォルクスワーゲンについで2番目の規模を有する。
かつては海軍向け水上艦艇や潜水艦、コンテナ船、浚渫船や研究船などの特殊船舶の建造および修理を主たる業務としていた。ティッセンクルップ・マリン・システムズの子会社であったが、2009年10月にシャーフ・インダストリーに売却された。

## 歴史
ノルトゼーヴェルケはエムデン市長主導で1903年3月11日に設立された。これはドイツに現存する造船施設としては最古の部類にあたる。エムデン港の拡張とドルトムント＝エムス運河の建設を通じてルール地方との接続が進み、造船所としての価値が高まった。
最初に建設された施設はドルトムント＝エムス運河河口部に、長さ225メートル、20エーカーの敷地、2250トン規模のドックが建設された。1908年には経営状況が悪化し一時閉鎖されるも、救済のためエムデン市が介入した。
1911年から造船所の拡張がなされる。実業家フーゴ・シュティネスが経営するドイツ＝ルクセンブルク金属鉱業（de:Deutsch-Luxemburgische Bergwerks- und Hütten-AG）により造船施設4箇所の増設が始まる。1913年に全長260メートルの水路が完成し大型船の建造が可能となる。
シュティネン・グループの改編の過程において1926年4月1日に合同製鋼株式会社ノルトゼーヴェルケ・エムデン（Vereinigte Stahlwerke AG Abt. Nordseewerke Emden）に改称された。世界恐慌が発生した翌年に一時閉鎖される。1934年1月1日にノルトゼーヴェルケ・エムデン（Nordseewerke Emden）として再出発することとなる。第二次世界大戦中は海軍向けのUボートを建造した。
1945年以降、ノルトゼーヴェルケは連合国管理評議会による解体リストからは除外されていた。1949年11月から造船事業を再開する。1952年にデュッセルドルフに本社を置く Rheinstahl Union Maschinen und Stahlbau AG (ライン製鉄連合機械鉄鋼）の子会社となり、1957年に Rheinische Stahlwerke Essen (ライニッシェ製鋼所エッセン) に売却される。1974年にはティッセンクルップに売却され、1976年にティッセン・ノルトゼーヴェルケ（Thyssen Nordseewerke GmbH）に社名変更された。1970年代に経営合理化のため、約5,000人以上の従業員を削減し1,400人規模にまで縮小して危機を乗り越えた。
2009年9月8日、ティッセンクルップはノルトゼーヴェルケをシャーフ・インダストリーに売却すると発表した。これによりエムデン工場では風力原動機の製造に注力する事となり、造船事業は完全に停止される。従業員は1,400人から約700人にまで削減された。

## 建造実績

### 軍艦
- UボートVII型
- 206型潜水艦
- 207型潜水艦
- 210型潜水艦
- 212A型潜水艦
- TR1700型潜水艦
- 調査艦「プラネット」（de:Planet (Schiff)）

### 商船
- クルーズ客船：「パシフィック」

### 特殊船
- 浚渫船「ヴァスコ・ダ・ガマ」（de:Vasco da Gama (Hopperbagger)）